# Дешати
Дешати (алб. Vargmali i Deshatit, макед. Дешат) — горный массив на границе между Албанией и Северной Македонией. Известен своими крутыми пиками.
Хребет Дешати является частью горной цепи Шар—Кораби—Дешати—Стогово—Караорман. Самый высокий пик — Веливар (2369 м, алб. Maja e Velivarit), второй по высоте — вершина Крчин (2345 м, Maja e Kërçinës). Среди других крупных вершин — Дели-Сеница (2179 м) и Сува-Вара (2140 м). Хребет Дешати граничит с горами Кораби на севере, с долиной реки Чёрный Дрин на западе и с долиной реки Радика на востоке. Радика отделяет Дешати от горных массивов Бистра и Стогово. Хребет Дешат простирается с севера на юг и заканчивается у слияния рек Чёрный Дрин и Радика в районе северомакедонского города Дебар и Дебарского озера. Ближайший город на албанской стороне Пешкопия; у подножия гор Веливар и Крчин находится село Макелара.
Большая часть хребта Дешати с северомакедонской стороны входит в состав национального парка Маврово. Горы преимущественно покрыты лесами. Вблизи вершин расположены альпийские луга. Из деревьев преобладает бук. Распространены также сосна, ель, осина, горный клён и берёза. Из травоядных млекопитающих в горах обитают олень, кабан, косуля, серна. Из хищников встречаются медведь, волк, рысь, лисица.
На рельефе гор Дешати сильно сказалось плейстоценовое оледенение. Встречаются ледниковые формы рельефа: кары и морены. Хребет изрезан глубокими оврагами. Имеется несколько ледниковых озёр. Из них самым популярным среди туристов является озеро Локув площадью около 4000 м², расположенное в северо-восточной части гор на высоте 1560 м.